# Route nationale 3 (Mayotte)
Pour les articles homonymes, voir Route nationale 3.
La route nationale 3 ou RN 3 est une route nationale française de Mayotte reliant Tsararano à Tsimkoura.

## Historique
La route nationale 3 de Mayotte a été créée par décret du 6 juillet 1978.

## Tracé
- Tsararano
- Dembeni
- Iloni
- Hajangoua
- Hamouro
- Nyambadao
- Bandrele
- Bambo Est
- Chirongui
- Tsimkoura